# Джеймс Піс
Кéннет Джéймс Піс (англ. Kenneth James Peace; нар. 28 вересня 1963, Пейслі) — шотландський композитор, концертуючий піаніст та художник

## Біографія
Джеймс Піс був народжений у Пéйслі (англ. Paisley, шотл. гел. Pàislig), Шотландія (англ. Scotland, шотл. гел. Alba), 28 вересня 1963 року. Більшість свого дитинства він провів у містечку Хеленсбург (англ. Helensburgh, шотл. гел. Baile Eilidh), що є морським курортом на заході Шотландії. У його сім'ї було багато художників (налр., Джон Макгі, англ. John McGhie) і він також має родинний зв'язок із феліксом Бернсом (англ. Felix Burns), популярним композитом танцювальної музики першої половини двадцятого століття. Він займався фортепіано з восьми років, а свій перший публічний виступ мав у віці чотирнадцяти років, виконавши музику Скотта Джопліна (англ. Scott Joplin). Роком пізніше він був призначеним органістом у церкві св. Андрія (англ. St. Andrew's Church) у Дамбартоні (англ. Dumbarton, шотл. гел. Dún Breatainn), а у шістнадцять йому дозволили розпочати офіційне навчання у Королівській шотландській академії музики та  драми (англ. Royal Scottish Academy of Music and Drama, зараз Королівська Консерватория Шотландії [англ. Royal Conservatoire of Scotland]) в якості наймолодшого за всі часи студента денної форми навчання. У 1983 він випустився із Університету Глазго (англ. University of Glasgow) зі ступенем бакалавра мистецтв з викладання та гри на фортепіано. Цього ж року він отримав диплом виконавця після виконання Першого Фортепіанного Концерту Мендельсона з оркестром Королівської шотландської академії музики та драми. Після закінчення офіційного навчання він був дуже популярним піаністом і у 1988 -1991 роках проживав в Единбурзі (англ. Edinburgh, шотл. гел. Dùn Èideann).
З 1991 по 2009 рік Джеймс Піс проживав у Бад-Наугаймі (нім. Bad Nauheim). З 1998 року він вивчав танго, випустивши компакт-диск Tango escocés (Шотландське танго) зі своїми власними фортепіанними композиціями, натхненними танго, а в 2002 році він стає членом музичного коледжу Вікторії (англ. Victoria College of Music). Того ж року він вирушає у турне із сольними концертами північною Німеччиною у вересні / жовтні та на Далекий Схід у листопаді, давши Перший концерт свого Танго XVII у Гонконзі (англ. Hong Kong). У Токіо його нагородили пам'ятною медаллю Міжнародного товариства фортепіанних дуетів.
У наступні роки його виступи були зосереджені в Європі (англ. Europe). Він представляв своє танго в таких столицях: Амстердам, Афіни, Берлін, Брюссель, Гельсінкі, Лісабон, Лондон, Мадрид, Осло, Рейк'явік та Відень.
У 2005 році він отримав золоту медаль Міжнародної асоціації «Лютеса» (фр. Académie Internationale de Lutèce) в Парижі, а в 2008 році став членом Лондонського музичного коледжу (англ. London College of Music) на знак на знак визнання його внеску в розвиток танго.
Після короткого Періоду життя у Единбурзі він повернувся у Вісбаден (нім. Wiesbaden), Німеччина, у лютому 2010 року. Це пробудило нові творчі імпульси і він зняв короткометражні фільми до деяких своїх композицій. Документальний фільм Джеймс Піс у Вісбадені (англ./нім. James Peace in Wiesbaden) серед його робіт в цьому жанрі.

## Нагороди
- Перша премія, Конкурс «Агнес Міллар», Глазго (англ. Agnes Millar Prize for sight-reading), 1983[6]
- Перша премія, Конкурс «Е. І.С», акомпанемент для фортепіано (англ. Educational Institute of Scotland, скор. E.I.S., Prize for piano accompaniment), Глазго, 1984[6]
- Перша премія, Конкурс на Дисертацію «Сібеліус», Глазго, 1985[6]
- Диплом, Міжнародний Музичний Конкурс (італ. Torneo Internazionale di Musica, скор. ТІМ), Рим, 2000[1][2][7]
- Диплом, Фонд ІБЛА (англ. IBLA Foundation), Нью-Йорк, 2002[1][2][7]
- Медаль честі, Міжнародного товариства Фортепіанних дуетів, Токіо, 2002[1][2][7][12]
- Золоту медаль, Міжнародного асоціаця «Лютес» в Парижі, 2005[1][2]

## Вибрані твори

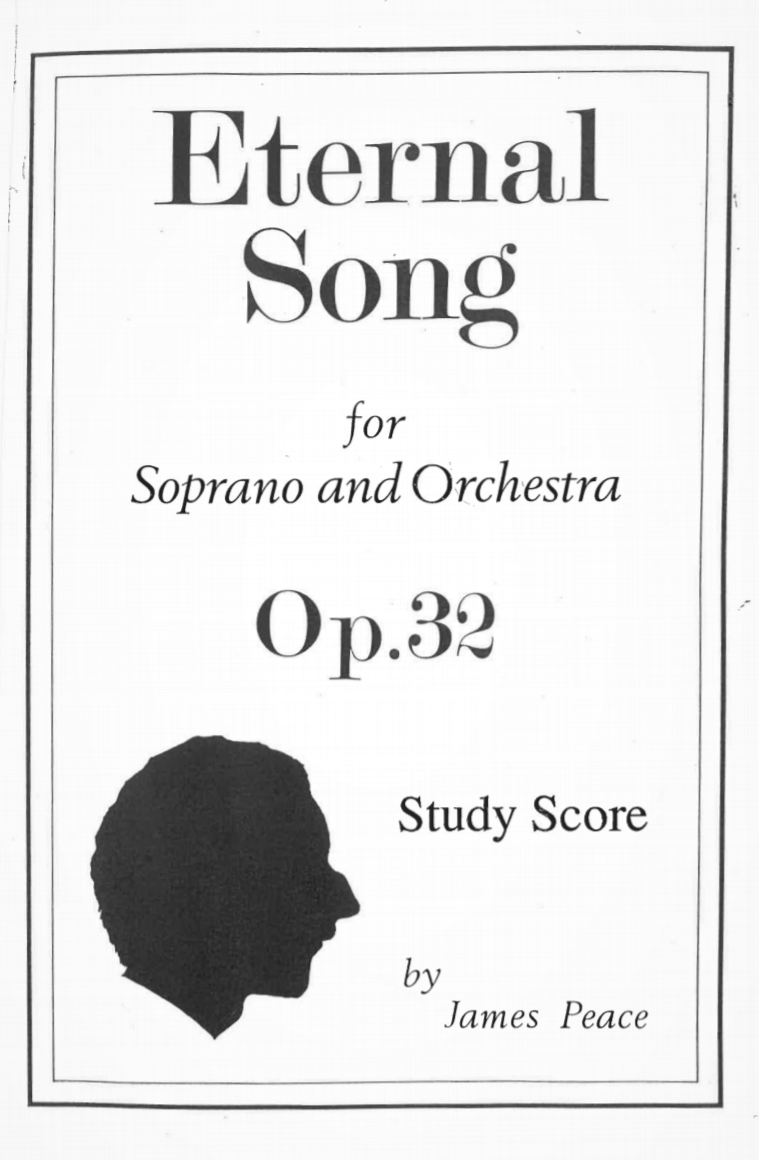
Титульна сторінка, Вічна пісня тв.32

- Водоспад тв.3 для флейти і фортепіано
- Ідилії тв.4 для англійський ріг соло
- Аубаде тв.9 для англійський ріг з струнний оркестром
- Ленто Лакримоза тв.10 для віолончель та фортепіаном
- Забуте листя тв.12 для віолончель з оркестром
- Соната тв.16 для гобой і фортепіано
- Балада тв.18 для великого симфонічного
- Урочистий Марш № 1 тв.19 для орган з оркестром
- Урочистий Марш № 2 тв.23 для оркестру
- Осіннє золото тв.25 для кларнета та струнного квартету[20]
- Вічна пісня тв.32 для сопрано з оркестром[1]
- 24 Танго для фортепіано соло[1][9][21]